# 日本國紀
《日本國紀》（日語：日本国紀），是日本作家百田尚樹，於2018年所撰寫的歷史題材書籍，由幻冬舍出版。

## 爭議
《日本國紀》一書的部份內容，被日本網民揭發是抄襲《日語維基百科》的條目，並引起一些日本進步人士的撻伐。